# Чёрный Гондурас
«Чёрный Гондурас» — филателистическое название авиапочтовой марки Гондураса номиналом в 25 сентаво, с надпечаткой чёрного цвета исп. «Aero correo 25», которая была выпущена в 1925 году в рамках первого гондурасского выпуска авиапочты (Mi #193A; Yt #5A; Sc #C12; SG #236c). Признана самой редкой авиапочтовой маркой мира.

## Описание
Первые авиапочтовые марки Гондураса производились посредством надпечатки текста «Aero correo» («Воздушная почта») на стандартных марках 1915 года с изображением железнодорожного моста через реку Улуа (на некоторых марках был также надпечатан новый номинал). Эти надпечатки выполнялись разными красками — красной, синей и чёрной. Марка с чёрной надпечаткой «Aero correo 25» («Воздушная почта. 25 [сентаво]»; оригинальная марка стоила 10 сентаво) была издана в количестве четырёх экземпляров, из которых сохранилось только два. Судьба остальных двух марок неизвестна.

## История
Марка была эмитирована в 1925 году, когда авиакомпанией англ. «Central American Airlines» («Центрально-американские аэролинии») была открыта новая трасса между городами Пуэрто-Кортес и Тегусигальпой. Владелец компании Томас Паундс (Thomas Canfield Pounds) составил с правительством договор на перевозку почты, включая право продажи специальных марок авиапочты (дополнительная выручка шла в пользу компании). Для этой цели почтовые власти Гондураса передали авиакомпании оставшуюся часть тиража от стандартного выпуска 1915 года, и на этих марках компания произвела специальные надпечатки.
В 1976 году на международной филателистической выставке «Интерфил-76» в Филадельфии, в разделе «Аристократы филателии» был продемонстрирован и экземпляр «Чёрного Гондураса».

## Потерянный экземпляр
В 2004 году в нью-йоркской прессе было опубликовано следующее объявление:

Аукционный дом Черристоун извещает, что один из наших клиентов 15 июня 2004 забыл в такси, в Нью-Йорке, сумку, в которой находился чистый экземпляр знаменитого «Чёрного Гондураса» с сертификатом Филателистического фонда…
Оригинальный текст (англ.)
Cherrystone Auctions wishes to inform: that one of their clients left a shopping bag in a yellow taxi in New York City on the night of June 15th, 2004. Included in the bag, was an unused example of the famous «Black Honduras», Scott’s C12, accompanied by a Philatelic Foundation Certificate.